# Lotagnostus
Lotagnostus là một chi của trilobite (bọ ba thùy) trong bộ Agnostida, đã tồn tại ở khu vực nay là Anh. Nó đã được mô tả bởi Whitehouse vào năm 1936, và loài điển hình là Lotagnostus trisectus, được mô tả ban đầu là một loài của Agnostus bởi Salter vào năm 1864.